# Med fara för livet
Med fara för livet är en svensk svartvit deckarfilm från 1959 i regi av Peter Bourne. Även om filmen är svenskproducerad så är dialogen helt på engelska. I rollerna ses bland andra Anthony Steel, Birger Malmsten och Lewis Charles.

## Om filmen
Filmen spelades in under juli och augusti 1959 i Metronomes studio i Stocksund, på Blasieholmskajen och Grand Hôtel i Stockholm och flera platser på Gotland (däribland på Gotlandsfärjan, i Visby samt på Snäck, vid det numera rivna badhotellet). Producent var Edward Rubin som även skrev manuset tillsammans med Bourne. Fotograf var Bengt Lindström, kompositör Harry Arnold och klippare Lennart Wallén. Filmen premiärvisades den 19 oktober 1959 på biograferna Roxy och Royal i Gävle och Saga i Norrköping. Den var 100 minuter lång och tillåten från 15 år.

## Handling
Den engelska journalisten Mike Gibson är stationerad i Stockholm och blir skickad till Gotland för att genomföra en intervju med atomexperten professor Christenson. Uppdraget tvingar Gibson att ställa in en planerad middag med flickvännen och han får ägna stor möda åt att övertyga henne om att hastiga uppbrott tillhör vardagen för en journalist.
Ombord på Gotlandsfärjan finner Gibson en lättklädd kvinna liggande på sängen i hans hytt. Hon visar sig vara Lena, professor Christensons dotter och hon förklarar att fadern hålls fången på Gotland av en internationell spionliga. Hon berättar också att även hon blivit kidnappad och att de två männen som gjort det också är med på färjan. Mike går för att tala med att kaptenen, men när han återvänder med honom till hytten vill Lena inte kännas vid sin historia.
Väl på Gotland träffar Mike professor Christenson som bekräftar att det Lena sagt stämmer. Professorn ber Mike att rädda Lena och förklarar att han är deras enda hopp om att rädda henne. Efter en tids efterforskningar finnar Mike ligans gömställe och han fritar Lena och han kan också leverera en sensationsartikel till tidningen. Tillbaka i Stockholm finner han dock att hans flickvän har tappat intresset för honom, men i stället för en annan ung flicka sig hemmastadd i hans hotellrum.

## Rollista
- Anthony Steel – Mike Gibson, engelsk journalist för tidningen Globe News
- Birger Malmsten – Paul Forsman, konstnär, ledare för spionligan
- Lewis Charles – Tony Marino, medlem av spionligan
- Håkan Westergren – professor Christenson, atomexpert
- Ina Anders – sångare
- Peter Bourne – Charlie Carlson, medlem av spionligan
- Rusty Rutledge – Anders, pojken
- Sven-Eric Gamble – steward
- John Starck – kapten Kihlberg
- Annalena Lund – Mikes flickvän
- Birgitta Öfling – flickan med strumporna på Grand Hôtel
- Stella Rehnmark – en ung mor
- Bengt Lindström – taxichauffören
- Gull Christenson – professor Christensons hushållerska, medlem av spionligan
- Fredrik Ohlsson – steward
- Marlies Behrens – Lena Christenson, professorns dotter
- Ingemar Johansson	– Ingemar Johansson
- Kerstin Adams	– receptionist

### Fotnoter
1. 1 2 3 4 5  ”Med fara för livet”. Svensk Filmdatabas. http://sfi.se/sv/svensk-filmdatabas/Item/?itemid=4597&type=MOVIE&iv=Basic&ref=/templates/SwedishFilmSearchResult.aspx?id%3d1225%26epslanguage%3dsv%26searchword%3dmed+fara+f%C3%B6r+livet%26type%3dMovieTitle%26match%3dBegin%26page%3d1%26prom%3dFalse. Läst 14 april 2013.